# 고르노곰포돈
고르노곰포돈(Gornogomphodon)은 이탈리아의 고르노 지층에서 발견된 키노돈트 중 하나이며 살던 시기는 트라이아스기 후기이다. 현재 속해있는 유일한 종은 고르노곰포돈 카삐(Gornogomphodon caffi)이다.

## 학명의 어원
고르노곰포돈(Gornogomphodon)이라는 속명은 화석이 발견된 고르노 지층에서 유래되었다. 그리고 종명인 카삐(Caffi)는 엔리코 카삐 자연사 박물관(Civic Museum of Natural Science Enrico Caffi)의 설립자인 엔리코 카삐(Enrico Caffi)의 이름에서 따왔다.
1. 1 2  Renesto, Silvio; Lucas, Spencer G. (2009년 6월). “Cynodont Teeth from the Carnian (Late Triassic) of Northern Italy”. 《Acta Palaeontologica Polonica》 (영어) 54 (2): 357–360. doi:10.4202/app.2008.0055. ISSN 0567-7920.